# Meerbarbenkönig
Der Meerbarbenkönig (Apogon imberbis), auch Roter Mittelmeer-Kardinalbarsch genannt, ist ein kleiner orangeroter Fisch aus der Familie der Kardinalbarsche (Apogonidae), der in der Schwachlichtzone (Circalittoral) an Felsküsten des Mittelmeers vorkommt.

## Merkmale
Apogon imberbis ist ein 10–12 cm (maximal bis 15 cm) langer Fisch mit einem ovalen und lateral abgeflachten Körperbau. Die Färbung ist einheitlich leuchtend orange bis zinnoberrot, mit leichten schwarzen Sprenkeln an Rücken und Kiemendeckeln. In direktem Tageslicht oder in Stresssituationen kann die Färbung stark ausblassen.
Der Rand des Praeoperculums ist leicht gezahnt. Der Unterkiefer steht leicht vor, was zu einem leicht oberständigen Maul führt. Die Zähne sind sehr klein und dünn (villiform) und in Bändern im Kiefer angeordnet.
Der Kopf hat eine auffällig große Mundspalte, die schräg nach oben gerichtet ist und weit hinter dem Auge endet. Die schwarzen Augen sind ebenfalls sehr groß und können einen Durchmesser haben, der fast die Länge der ersten Rückenflosse (Dorsalis) erreicht. Außerdem befinden sich oberhalb und unterhalb der Pupille zwei weiße, horizontale Längsstreifen. Der hohe Schwanzstiel ist deutlich vom Körper abgesetzt und oft mit 2–3 dicht nebeneinanderliegenden, manchmal verbundenen, schwarzen Punkten besetzt.
Die Flossen sind klein und kurz und können dunklere Stellen bis hin zur Flossenspitze aufweisen. Die relativ kurzen Rückenflossen sind zweigeteilt und ungefähr gleich hoch. Die vordere Rückenflosse (Dorsalis I) besteht aus 6 Hartstrahlen, während die zweite Rückenflosse (DII) aus einem Hartstrahlen und 9–10 Weichstrahlen besteht. Die Afterflosse (Analis) besteht aus 2 Hartstrahlen und 8–9 Weichstrahlen.
Flossenformel: Dorsalia 7/9–10, Analis 2/8–9.
Die Bauchflossen (Ventralia) sind brustständig und liegen nur leicht hinter dem Ursprung der Brustflossen (Pectoralia). Die Brustflossen sind sehr lang und reichen mindestens bis zum Beginn der Afterflosse. Die Schwanzflosse (Caudalis) ist leicht eingekerbt.
Die Schuppen sind groß und ctenoid, was bedeutet, dass sie am hinteren Ende leicht kammartig gezahnt sind. Die Tiere beider Geschlechter sehen gleich aus und können beide ein Maximalalter von 5 Jahren erreichen.

## Verbreitung

Verbreitungsgebiet

Der Meerbarbenkönig ist der einzige heimische Vertreter der Kardinalbarsche (Apogonidae), der im Mittelmeer vorkommt. Er ist im gesamten Mittelmeer anzutreffen und sein Verbreitungsgebiet erstreckt sich außerdem auch in den Ostatlantik, von Portugal die Westküste Afrikas entlang, bis zum Golf von Guinea. Auch bei den Kanaren, Madeira und den Azoren kommt er häufig vor.
Der Meerbarbenkönig war lange der einzige Vertreter der Familie der Kardinalbarsche, der im Mittelmeer anzutreffen war. In jüngerer Vergangenheit sind allerdings einige andere Apogon-Arten wie z. B. Apogon pharaonis und Apogon queketti über den Suez-Kanal ins östliche Mittelmeer eingewandert.

## Lebensweise
Der Meerbarbenkönig kommt vorwiegend in der Schwachlichtzone (Circalitoral) von Felsküsten vor.  Tagsüber versteckt er sich einzeln oder in kleinen Gruppen an dunklen Stellen wie in Höhlen, Spalten und unter Steinen und Überhängen. In der Dämmerung und Nacht verlässt er sein Versteck und macht sich freischwimmend auf die Suche nach Nahrung.
Der Meerbarbenkönig kommt vorwiegend in einer Tiefe von 10–200 m vor, während er in geringer Tiefe sehr selten anzutreffen ist. Im Winter werden oft größere Tiefen aufgesucht.

## Ernährung
Die bevorzugte Nahrung des Meerbarbenkönigs sind Krustentiere und kleine Fische, aber auch Zooplankton, Fischlaich und Fischbrut stehen auf seinem Speiseplan.

## Fortpflanzung
Die Tiere erreichen ihre Geschlechtsreife, wenn sie eine Größe von ungefähr 5,5 cm erreichen, was einem Alter von ca. einem Jahr entspricht. Die Paarung des Meerbarbenkönigs findet zwischen Juni und September statt.  Männchen und Weibchen schwimmen zuerst nebeneinanderher, bis das Männchen seine Afterflosse um das Abdomen des Weibchens legt. Die Geschlechtspapillen berühren sich und die Spermien werden auf Weibchen übertragen. Es handelt sich bei der Paarung der Meerbarbenkönige als um eine innere Befruchtung.
Eine Besonderheit von A. imberbis ist die Zusammensetzung des Spermas. Es enthält nämlich sowohl Spermazellen mit einer Geißel (monoflagellat) als auch Spermazellen mit zwei Geißeln (biflagellat), was sehr ungewöhnlich ist. Normalerweise besteht das Sperma von Fischen immer nur aus Spermatozoen mit gleicher Anzahl an Flagellen.
Die Laichzeit findet zwischen Juli und Oktober mit einem Aktivitätsmaximum im August statt.
Es handelt sich bei den Tieren um paternale Maulbrüter. Die abgelegten Eier des Weibchens verkleben zu einem Klumpen und werden vom Männchen in sein stark dehnbares Maul aufgenommen.
Die Anzahl der aufgenommenen Eier korreliert linear mit der Größe des Männchens. Es können bis zu 20000 Eier im Maul eines großen männlichen Tiers ausgebrütet werden. Die Schale der Eier ist nur 1,5 µm dick und damit weitaus dünner als bei vielen anderen marinen Knochenfischen. Die Eier werden im Maul mit sauerstoffreichem Wasser umspült und sind geschützt vor Räubern und Fraßfeinden. Das Männchen bewegt die Eier stetig in seinem Maul, um allen genug Sauerstoff zugänglich zu machen und sie sauber zu halten.
Den Eiklumpen behält das Männchen bis zum Schlüpfern der Larven in seinem Maul (ca. eine Woche) und nimmt in dieser Zeit keine Nahrung zu sich. Nach dem Schlüpfen werden die Larven nicht mehr ins Maul aufgenommen.

## Nutzung
Der Meerbarbenkönig wird manchmal als Köder für Angeln und Langleinenfischerei benutzt, aber in manchen Gebieten auch zum menschlichen Verzehr gefangen. Außerdem ist er ein schöner Aquarienfisch, allerdings anspruchsvoll bezüglich der Wasserqualität.

## Gefährdung
Auf der Roten Liste gefährdeter Arten der IUCN wird der Meerbarbenkönig als nicht gefährdet („least concern“) eingestuft und die Population gilt als stabil.